# Luis Ignacio de Horna
Luis Ignacio de Horna García  (Salamanca, 29 de agosto de 1942) es un ilustrador español de literatura infantil y juvenil.

## Biografía
Luis Ignacio de Horna García, más conocido sobre el nombre de Luis Ignacio de Horna, es un ilustrador español de literatura infantil y juvenil. 
Se dedica desde muy joven a la ilustración y a la pintura porque es en 1959, aunque tenía 17 años que hizo sus primeras exposiciones. Después de un viaje a Londres, donde encontraba pintores ingleses y húngaros con quien ha hecho exposiciones colectivas e individuales, regresó a España y en ese momento, encontró a Germán Sánchez Ruipérez que le da la dirección artística de las ediciones Anaya. Para seguir en su idea de ilustraciones, siguió clase a la Universidad de Sevilla para tener una licenciatura en Bellas Artes. 
Además de su trabajo de ilustrador y de su puesto en las ediciones Anaya, le gustaría tocar a la escritura, lo que le parece la continuación lógica de su talento de pintor y de ilustrador. 
En respeto con su faceta de pintor, ha realizado muchas exposiciones, tanto en España como en el extranjero donde pueden verse sus obras en algunos museos y ha ilustrado a varios autores del panorama nacional e internacional. 

## Premios
- 1966, Premio Lazarillo de ilustración, por Gino, Comino y el camello Moja Jamón.
- 1979, Premio Concurso Nacional de Navidad de Ciudad Real.
- 1982, Premio Hans Christian Andersen. Candidato.
- 1989, Segundo Premio Nacional de Literatura Infantil para la mejor ilustración.
- 1989, Premio Austral Infantil por La caja voladora.

## Obra literaria
- Gino, Comino y el camello Moja-Jamón (1966)
- Los cuentos del sarampión, de Lolo Rico Ediciones Anaya, 1968, Salamanca. ISBN 978-84-207-0468-5
- Vida de Jesús
- ¿Quieres que te enseñe a hacer un pan?
- Llámame amigo
- Aire, que me lleva el aire (1979)
- Canta, pájaro lejano (1981)
- La piedra arde (1980)
- La caja voladora (1990)
- Tres pájaros de cuenta
- Mi querida bicicleta
- Hermano Francisco
- Jonás el de la ballena
- El dragón y la mariposa
- Mi primer libro de poemas
- Por caminos azules